# Piper excavatum
Piper excavatum är en pepparväxtart som beskrevs av Ruiz & Pav.. Piper excavatum ingår i släktet Piper och familjen pepparväxter. Inga underarter finns listade i Catalogue of Life.